# Tranemo landskommun
Tranemo landskommun var en tidigare kommun i dåvarande Älvsborgs län. 

## Administrativ historik
Kommunen inrättades i Tranemo socken i Kinds härad i Västergötland när 1862 års kommunalförordningar trädde i kraft. 
Vid kommunreformen 1952 bildade den storkommun med landskommunerna Ambjörnarp, Mossebo, Sjötofta. 
1 januari 1953 överfördes från Tranemo landskommun och Mossebo socken till Dalstorps landskommun och Nittorps socken ett område omfattande en areal av 0,83 km² land och med 156 invånare. Området bestod av den del av orten Grimsås som låg i Mossebo socken och Tranemo landskommun. Området fortsatte att tillhöra Mossebo församling.
1967 införlivades Limmareds landskommun samt Länghems och Månstads församlingar ur den då upplösta Länghems landskommun. 1971 ombildades landskommunen till Tranemo kommun, som sedan 1974 införlivade Dalstorps landskommun.

### Kyrklig tillhörighet
I kyrkligt hänseende hörde Tranemo landskommun till Tranemo församling. Den 1 januari 1952 tillkom församlingarna Ambjörnarp, Mossebo och Sjötofta. 1 januari 1953 överfördes del av Mossebo församling till Dalstorps landskommun. Den 1 januari 1967 tillkom församlingarna Länghem, Månstad och Södra Åsarp.

## Geografi
Tranemo landskommun omfattade den 1 januari 1952 en areal av 367,61 km², varav 349,70 km² land.

### Tätorter i kommunen 1960
| Tätort          | Folkmängd |
| --------------- | --------- |
| Tranemo         | 1 983     |
| Uddebo, del ava | 375       |
| Rosenlund       | 220       |

Tätortsgraden i kommunen var den 1 november 1960 52,6 procent.

## Politik

### Mandatfördelning i valen 1938-1966
| 11 | 4 | 2 | 4 |

| 21 |

| 11 | 1 | 5 | 1 | 3 |

| 20 |

| 12 | 4 | 2 | 3 |

| 19 |

| 14 | 11 | 4 | 6 |

| 32 |

| 14 | 9 | 5 | 7 |

| 31 |

| 13 | 10 | 4 | 8 |

| 32 |

| 15 | 10 | 5 | 5 |

| 33 |

|  | 15 | 12 | 5 | 7 |

| 35 |